# I Will Not Bow
I Will Not Bow — первый сингл группы Breaking Benjamin с альбома Dear Agony. Песня также известна тем, что стала заглавной темой фильма Суррогаты.

## Клип
Клип на эту песню снял Рич Ли, который также является режиссёром Evanescence. Клип включает в себя выступление группы и сцены из фильма Суррогаты.

## Чарты
| Чарт (2009)                          | Высшая позиция |
| ------------------------------------ | -------------- |
| Billboard Canadian Hot 100           | 98             |
| Billboard Hot 100                    | 40             |
| Billboard Hot Digital Songs          | 18             |
| Billboard Alternative Songs          | 5              |
| Billboard Rock Songs                 | 1              |
| Billboard Hot Mainstream Rock Tracks | 1              |